# Robyn Regehr
Pour les articles homonymes, voir Regehr.
Robyn Regehr (né le 19 avril 1980 à Recife au Brésil) est un joueur professionnel canadien de hockey sur glace,. Il évoluait au poste de défenseur.

## Carrière en club

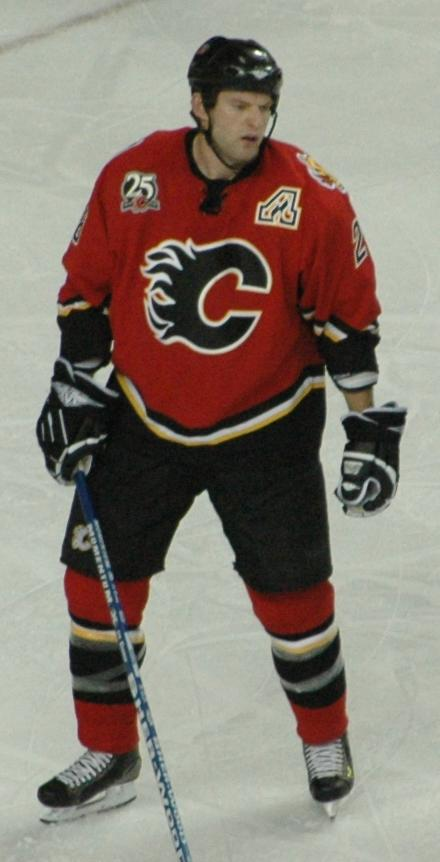
Robyn Regehr sous les couleurs des Flames de Calgary.

Il passe son enfance à Rosthern dans la Saskatchewan et est choisi au 19e rang par l'Avalanche du Colorado au cours du repêchage d'entrée dans la LNH 1998. Il est échangé aux Flames de Calgary avec René Corbet, Wade Belak et des choix de repêchages pour Chris Dingman et Theoren Fleury, avant d'avoir joué le moindre match pour l'Avalanche du Colorado. Il réalise ses meilleures performances au cours de la saison 2003-2004 de la LNH et des séries éliminatoires.
En 2004, le jeune défenseur international joue avec l'équipe du Canada lors de la Coupe du monde et remporte avec elle la médaille d'or. Il est également sélectionné pour participer aux jeux Olympiques d'hiver de Turin en 2006.
Il est réputé pour sa présence physique sur la glace et son travail propre et efficace en zone défensive. Le 25 juin 2011, il est échangé aux Sabres de Buffalo, en compagnie de l'attaquant Ales Kotalik ainsi que d'un 2e choix au repêchage de l'encan 2012. En retour, l'équipe canadienne a mis la main sur un autre défenseur, Chris Butler et sur l'attaquant Paul Byron.
Le 1er avril 2013, il est échangé aux Kings de Los Angeles contre des choix de deuxième tour en 2014 et en 2015. Il remporte avec cette équipe la Coupe Stanley après que les Kings ont défait les Rangers de New York en finale lors des séries 2014.
Le 11 avril 2015, il annonce sa retraite de joueur après avoir joué 15 saisons dans la LNH.

## Vie personnelle
Robyn Regehr a grandi au Brésil et en Indonésie (où son frère Richie est né), car ses parents étaient des missionnaires mennonites. Il a également vécu 15 ans au Canada. Son frère a évolué avec lui dans la franchise des Flames de Calgary. Il est le seul joueur en activité de la Ligue nationale de hockey à être né au Brésil et l'un des deux seuls à être né dans l'Hémisphère Sud.
En 1999, il a vécu une tragédie personnelle au cours d'un accident de la circulation où plusieurs personnes sont décédées. Le 4 juillet, non loin de Rosthern, la ville de son enfance, un autre véhicule est venu percuter sa voiture. Deux personnes (de l'autre véhicule) sont décédées et Robyn a eu les deux tibias brisés.
Il a dû subir un lourd programme de rééducation et a été indisponible durant 58 matchs au cours de la 1999-2000.

## Statistiques
| Saison     | Équipe               | Ligue      |       | Saison régulière | Saison régulière | Saison régulière | Saison régulière | Saison régulière |   | Séries éliminatoires | Séries éliminatoires | Séries éliminatoires | Séries éliminatoires | Séries éliminatoires |
| Saison     | Équipe               | Ligue      | PJ    | B                | A                | Pts              | Pun              | PJ               | B | A                    | Pts                  | Pun                  |                      |                      |
| 1996-1997  | Blazers de Kamloops  | LHOu       | 64    | 4                | 19               | 23               | 96               | 5                | 0 | 1                    | 1                    | 18                   |                      |                      |
| 1997-1998  | Blazers de Kamloops  | LHOu       | 65    | 4                | 10               | 14               | 120              | 5                | 0 | 3                    | 3                    | 8                    |                      |                      |
| 1998-1999  | Blazers de Kamloops  | LHOu       | 54    | 12               | 20               | 32               | 130              | 12               | 1 | 4                    | 5                    | 21                   |                      |                      |
| 1999-2000  | Flames de Saint-Jean | LAH        | 5     | 0                | 0                | 0                | 0                | -                | - | -                    | -                    | -                    |                      |                      |
| 1999-2000  | Flames de Calgary    | LNH        | 57    | 5                | 7                | 12               | 46               | -                | - | -                    | -                    | -                    |                      |                      |
| 2000-2001  | Flames de Calgary    | LNH        | 71    | 1                | 3                | 4                | 70               | -                | - | -                    | -                    | -                    |                      |                      |
| 2001-2002  | Flames de Calgary    | LNH        | 78    | 2                | 6                | 8                | 93               | -                | - | -                    | -                    | -                    |                      |                      |
| 2002-2003  | Flames de Calgary    | LNH        | 76    | 0                | 12               | 12               | 87               | -                | - | -                    | -                    | -                    |                      |                      |
| 2003-2004  | Flames de Calgary    | LNH        | 82    | 4                | 14               | 18               | 74               | 26               | 2 | 7                    | 9                    | 20                   |                      |                      |
| 2005-2006  | Flames de Calgary    | LNH        | 68    | 6                | 20               | 26               | 67               | 7                | 1 | 3                    | 4                    | 6                    |                      |                      |
| 2006-2007  | Flames de Calgary    | LNH        | 78    | 2                | 19               | 21               | 75               | 1                | 0 | 0                    | 0                    | 0                    |                      |                      |
| 2007-2008  | Flames de Calgary    | LNH        | 82    | 5                | 15               | 20               | 79               | 7                | 0 | 2                    | 2                    | 2                    |                      |                      |
| 2008-2009  | Flames de Calgary    | LNH        | 75    | 0                | 8                | 8                | 73               | -                | - | -                    | -                    | -                    |                      |                      |
| 2009-2010  | Flames de Calgary    | LNH        | 81    | 2                | 15               | 17               | 80               | -                | - | -                    | -                    | -                    |                      |                      |
| 2010-2011  | Flames de Calgary    | LNH        | 79    | 2                | 15               | 17               | 58               | -                | - | -                    | -                    | -                    |                      |                      |
| 2011-2012  | Sabres de Buffalo    | LNH        | 76    | 1                | 4                | 5                | 56               | -                | - | -                    | -                    | -                    |                      |                      |
| 2012-2013  | Sabres de Buffalo    | LNH        | 29    | 0                | 2                | 2                | 21               | -                | - | -                    | -                    | -                    |                      |                      |
| 2012-2013  | Kings de Los Angeles | LNH        | 12    | 0                | 2                | 2                | 2                | 18               | 0 | 1                    | 1                    | 6                    |                      |                      |
| 2013-2014  | Kings de Los Angeles | LNH        | 79    | 3                | 11               | 14               | 46               | 8                | 0 | 2                    | 2                    | 7                    |                      |                      |
| 2014-2015  | Kings de Los Angeles | LNH        | 67    | 3                | 10               | 13               | 45               | -                | - | -                    | -                    | -                    |                      |                      |
| Totaux LNH | Totaux LNH           | Totaux LNH | 1 089 | 36               | 163              | 199              | 972              | 67               | 3 | 15                   | 18                   | 41                   |                      |                      |

## Carrière internationale
Robyn Regehr a représenté la Canada dans plusieurs compétitions internationales :
- Championnat du monde junior
  -  Médaille d'argent : 1999
- Championnat du monde
  - 2000
  -  Médaille d'argent : 2005
- Coupe du monde de hockey
  -  Médaille d'or : 2004
- Jeux olympiques d'hiver
  - 7e place : 2006 à Turin en Italie